# Шейла Стоун
Шейла Стоун (англ. Sheila Stone), настоящее имя Калнай Цилла (англ. Kalnay Csilla) — американская порноактриса и эротическая модель, лауреат премии XRCO Award.

## Биография
Дебютировала в порноиндустрии в 1990 году. Снималась для таких студий, как VCA Pictures, Sin City, Evil Angel, Anabolic Video и других.
В 1992 году получила премию XRCO Award в категории «лучшая групповая сцена», за роль в фильме Buttman’s Face Dance 1 (вместе со Сьеррой, Энджел Эш, Рокко Сиффреди, Риком Смирсом, Крисси Энн, Томом Байроном, Тиффани Майнкс и Вуди Лонгом).
Ушла из индустрии в 2001 году, снявшись в 63 фильмах.

## Награды
| Год  | Награда    | Категория              | Работа                 | Результат |
| ---- | ---------- | ---------------------- | ---------------------- | --------- |
| 1992 | XRCO Award | Лучшая групповая сцена | Buttman’s Face Dance 1 | Победа    |

## Избранная фильмография
- Buttman’s Face Dance 1